# گروس زاراو
گروس زاراو (به آلمانی: Groß Sarau) یک شهر در آلمان است که در هرتسوگتوم لاونبورگ واقع شده‌است.
 گروس زاراو  ۸۹۷ نفر جمعیت دارد.